# Спейбл и Гурвинек

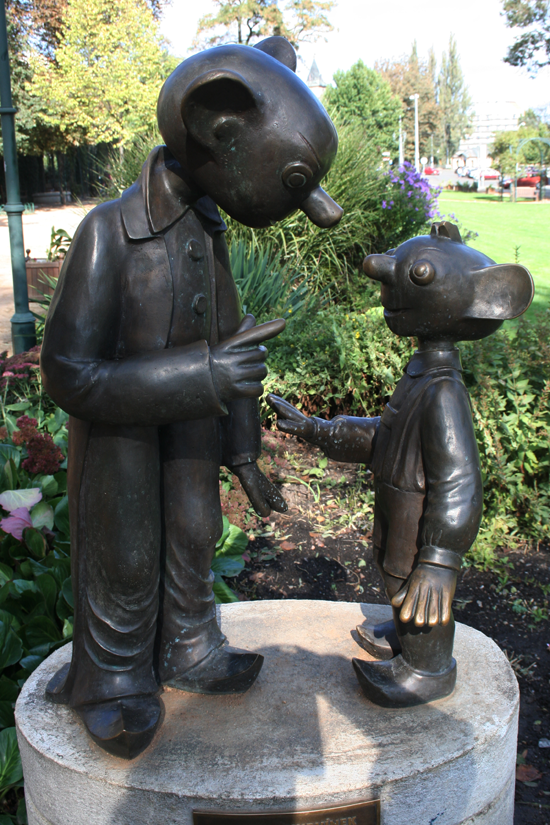
Памятник Спейблу и Гурвинеку в Пльзене

Спейбл и Гурви́нек (чеш. Spejbl a Hurvínek) — дуэт кукол, созданных чехословацким артистом-кукольником Йосефом Скупой из Пльзеня, ставших главными персонажами первого профессионального кукольного театра Спейбла и Гурвинека не только в Чехословакии, но и одного из первых в Европе и мире (с 1920 года). Этот театр остаётся самым старым кукольным театром в Европе на момент 2013 года, сумев пережить Вторую мировую войну.
Спейбл и Гурвинек стали широко известны, в Чехии распространены сувениры с их изображением, а также создано большое число экранизаций как в XX, так и XXI веке. В честь Спейбла и Гурвинека названы астероиды № 29471 и 29472 соответственно.

## История
Спейбл впервые появился на сцене в 1920 году, Гурвинек — в 1926 году. Спектакли о персонажах представляли собой как истории «из жизни», так и вымышленные сюжеты, а главные персонажи-куклы — отец и сын — являли собой разные поколения, беседуя о различных насущных жизненных вопросах. Другими постоянными персонажами историй о них являются подруга Гурвинека Маничка (Mánička, появилась в 1930 году), бабушка Манички госпожа Катержина Говоркова (paní Kateřina Hovorková, появилась в 1971 году) и пёс Гурвинка Жерик (Žeryk; первое появление — 1930 год). Спейбл и Гурвинек, а также другие куклы Йосефа Скупы стали главными персонажами первого профессионального театра кукол в мире — Театра Спейбла и Гурвинка, который начал работу в Пльзене (Чехословакия), а после Второй мировой войны разместился в чешской столице Праге. Отмечается, что создатель Спейбла и Гурвинека Йосеф Скупа попал в тюрьму во время Второй мировой войны за антифашистские кукольные спектакли, однако благополучно был освобождён после её окончания. Сами оригинальные куклы также сохранились, хотя и в плохом состоянии, но после войны были отреставрированы.
И Спейбла, и Гурвинека традиционно играл один и тот же актёр, который для куклы-отца использовал низкий голос, а за Гурвинека говорил более тонким. Это было установлено самим Скупой ещё в 1920-х годах и поддерживалось более 40 лет его преемником Милошем Киршнером и в настоящее время сохраняется Мартином Класеком, который в 1996 году после смерти Киршнера стал «третьим голосом» Спейбла и Гурвинека. По оценке искусствоведа Джули Вуд, персонажи и разыгрываемые ими истории представляют собой «гротескные поиски борьбы против мирового зла».
По состоянию на 2013 год театр Спейбла и Гурвинека является самым старым кукольным театром в Европе.

## Значение в культуре

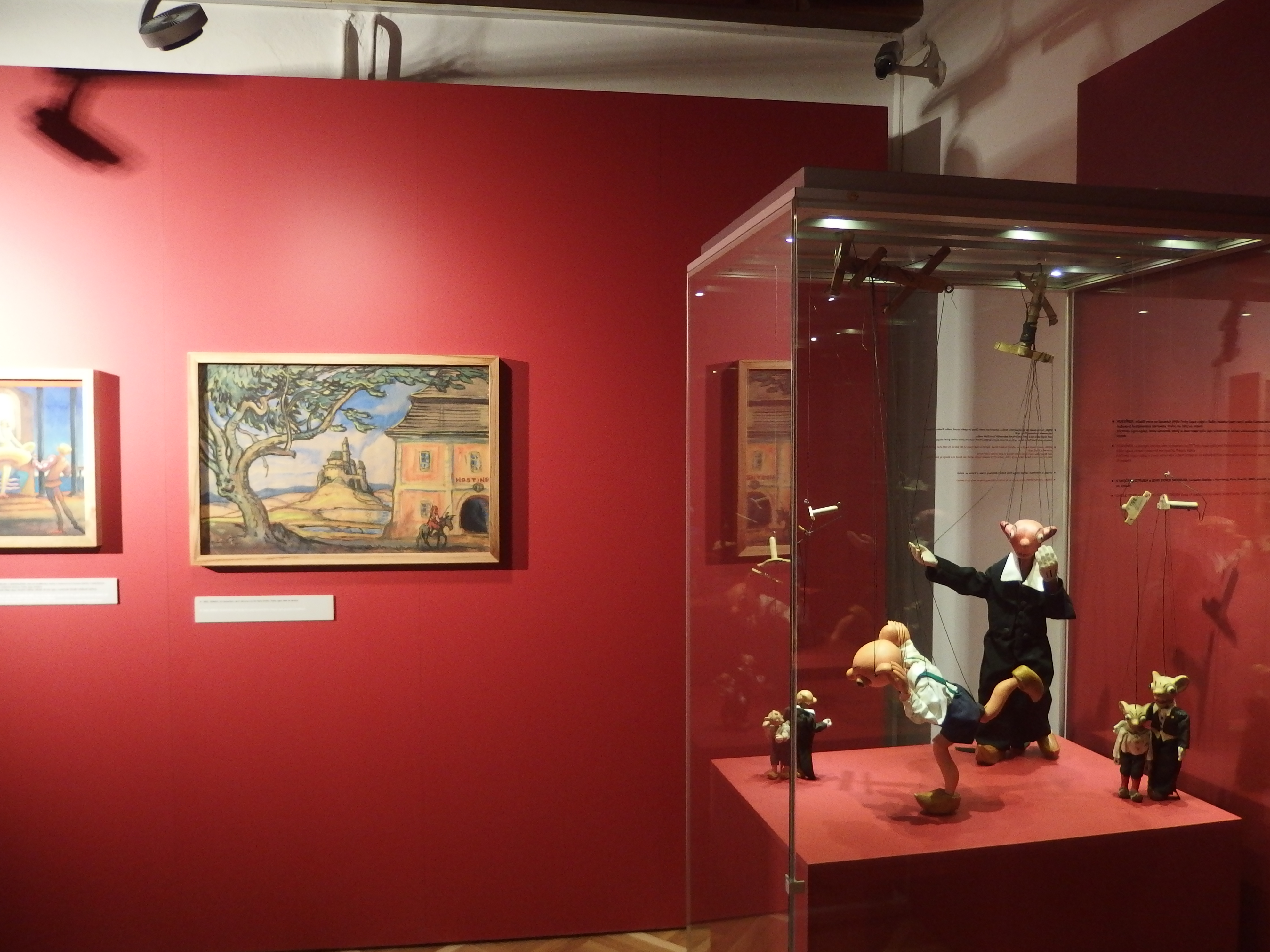
Спейбл и Гурвинек в Музее кукол в Хрудиме

Пик популярности персонажей пришёлся на вторую половину XX века, когда кукольные спектакли с их участием часто показывали по чехословацкому телевидению. В Советском Союзе Гурвинек также вошёл в состав «Весёлых человечков», попав, в частности, в мультфильмы «Ровно в 3:15» (1959), «Где я его видел?» (1965), «Светлячок № 8» (1968), «Весёлые картинки. Фантазия в стиле ретро» (1996). Также публиковался в журнале «Весёлые картинки».
Персонажи также встречаются в экранизациях, в частности, в XX веке они встречались в сериалах Na návštěvě u Spejbla a Hurvínka, Znovu u Spejbla a Hurvínka, Hurvínek vzduchoplavcem, а в 2017 году вышел анимационный фильм «Гурвинек: Волшебная игра», из-за которого в России случился скандал весной 2019 года, когда крупные кинотеатры бойкотировали показ из-за того, что им якобы давало указание Минкультуры вопреки их планам.
В Пльзене им установлен памятник, помимо этого, в Храст-у-Пльзеня установлен отдельный монумент Гурвинеку в 2006 году. Также в их честь названы открытые Ленкой Котковой (Шароуновой) астероиды (29471) Спейбл и (29472) Гурвинек, которые были обнаружены 27 октября 1997 года.
Сувениры, изображающие Спейбла и Гурвинека, стали одними из самых известных в Чехии.

## Интересные факты
В чешский язык вошла поговорка про Гурвинека: «Představuje si to, jak Hurvínek válku» — «Представляешь себе это, как Гурвинек — войну». Русский эквивалент: «Разбираешься в этом, как свинья в апельсинах».